# Ion Popescu-Gopo

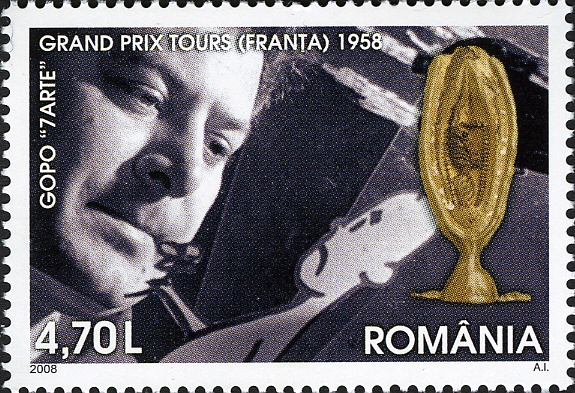
Ion Popescu Gopo en un segell romanès del 2008

Ion Popescu-Gopo (iˈon poˈpesku ˈɡopo; ; 1 de maig de 1923 - 28 de novembre de 1989) va ser un artista gràfic i animador romanès, però també escriptor, director de cinema i actor.

## Biografia
Va néixer a Bucarest, Romania. Ion Popescu-Gopo va assistir (però mai es va graduar) a l'Acadèmia de Belles Arts de Bucarest. També va assistir a cursos d'animació a Moscou. Va fer Maria, Mirabela, que és una coproducció romanesa-rusa.
La seva carrera va començar com a dissenyador i dibuixant l'any 1939, publicant caricatures i caricatures editorials a diaris. L'any 1949 va debutar a la indústria cinematogràfica amb "Punguța cu doi bani" (Bossa amb dues monedes). Des de 1950 va començar a treballar a l'Studioul Cinematografic București (Estudi Cinematogràfic de Bucarest) al departament d'animació, que més tard es va integrar en un estudi d'animació separat, Animafilm.
Va ser una personalitat destacada de la cinematografia romanesa i el fundador de l'escola moderna de dibuixos animats romanesos. Va ser, juntament amb Liviu Ciulei i Mirel Ilieșiu, un dels pocs artistes de cinema romanesos que va guanyar un premi al 10è Festival Internacional de Cinema de Canes al segle xx. La seva pel·lícula, "Scurtă Istorie" (Una breu història), va guanyar la Palma d'Or del curtmetratge al millor curtmetratge el 1957. La seva pel·lícula de 1965, De-aș fi... Harap Alb, va ser presentada al 4t Festival Internacional de Cinema de Moscou, on va guanyar el premi al millor director. L'any 1969 va ser membre del jurat del 6è Festival Internacional de Cinema de Moscou. El 1977 va ser membre del jurat del 10è Festival Internacional de Cinema de Moscou. El 1983 va ser membre del jurat del 13è Festival Internacional de Cinema de Moscou. El 1981 Povestea Dragostei va participar en la secció oficial del XIV Festival Internacional de Cinema Fantàstic i de Terror, en la que va guanyar el premi al millor actor.
El seu personatge de dibuixos animats més conegut és un home blanc i negre que de vegades es coneix com "Omuleṭul lui Gopo" pel seu creador. Més tard a la seva vida, Popescu-Gopo va confessar que va intentar iniciar una "rebel·lió contra Disney". Incapaç de superar els personatges d'animació de Disney en color i bellesa, Popescu-Gopo va intentar ser més profund en missatge i substància i simplificar la forma i les tècniques utilitzades. A diferència dels personatges de dibuixos animats de Disney, els personatges de dibuixos animats de Popescu-Gopo eren en blanc i negre, dissenyats en línies senzilles.
Ion Popescu-Gopo va morir a Bucarest el 29 de novembre de 1989, poques setmanes abans de la Revolució romanesa. Va patir un atac de cor mentre intentava empènyer el seu cotxe, atrapat a la neu, al seu garatge. La seva mort va ser el primer pas cap a la caiguda dels estudis d'animació romanesos Animafilm, que van patir problemes financers després de la revolució de 1989.

## Filmografia
Director
- 1951: Albina si porumbelul
- 1951 : Rățoiul neascultător
- 1952: 2 iepurași
- 1953: Marinică
- 1954: O muscă cu bani
- 1955: Șurubul lui Marinica
- 1955 : Ariciul răutăcios
- 1956: Fetița mincinoasă
- 1957: Scurtă istorie
- 1957 : Galateea
- 1958: Sapte arte
- 1959: O poveste obișnuită… o poveste ca în basme
- 1960: Homo Sapiens
- 1961: S-a furat o bombă
- 1962: Alo, Hallo!
- 1963: Pași spre lună
- 1965: De-aș fi... Harap-Alb
- 1966: Faust XX
- 1967: De trei ori București
- 1967 : Orașul meu
- 1967 : Pământul oamenilor
- 1967 : Pilule II
- 1968: Sancta simplicitas
- 1969: Eu + Eu = Eu
- 1969 : Sărutări
- 1972: Clepsidra
- 1975: Unu, doi, trei...
- 1975 : Comedia fantastică
- 1976: Povestea dragostei
- 1976 : Study Opus 1 - Man
- 1977: Ecce Homo
- 1977 : Infinit
- 1979: Trei mere
- 1981: Maria Mirabela
- 1982: Quo vadis homo sapiens?
- 1984: Rămășagul
- 1984 : Galax - omul păpușă
- 1985: Ucenicul vrăjitor
- 1989: Maria și Mirabela în Tranzistoria

Guionista
- 1955: Șurubul lui Marinică
- 1977: Povestea dragostei
- 1989: Maria și Mirabela în Tranzistoria

Actor
- 1973: Dimitrie Cantemir : Petru cel Mare
- 1981: Maria Mirabela : Moș Timp